# دير مار إلياس
دير مار إلياس (بالعبرية: מנזר אליהו הקדוש‏)، هو دير للروم الأرثوذكس في جنوب القدس، على تلة مطلة على بيت لحم وهيروديوم، بالقرب من الخليل.

## تاريخ

### أصل الاسم، تقاليد أخرى
بحسب التقليد المسيحي، استراح إيليا هنا بعد هروبه من انتقام إيزابل. ويقال أيضًا أنه مكان دفن أسقف بيت لحم اليوناني إلياس الذي توفي عام 1345، والقديس إلياس، الراهب المصري الذي أصبح بطريركًا على القدس عام 494.
تقليد مسيحي آخر هو أن مريم استراحت تحت شجرة التوت الكبيرة التي تنمو شمال الدير عندما كانت تهرب من هيرودس، الذي أمر بإعدام جميع أطفال بيت لحم.

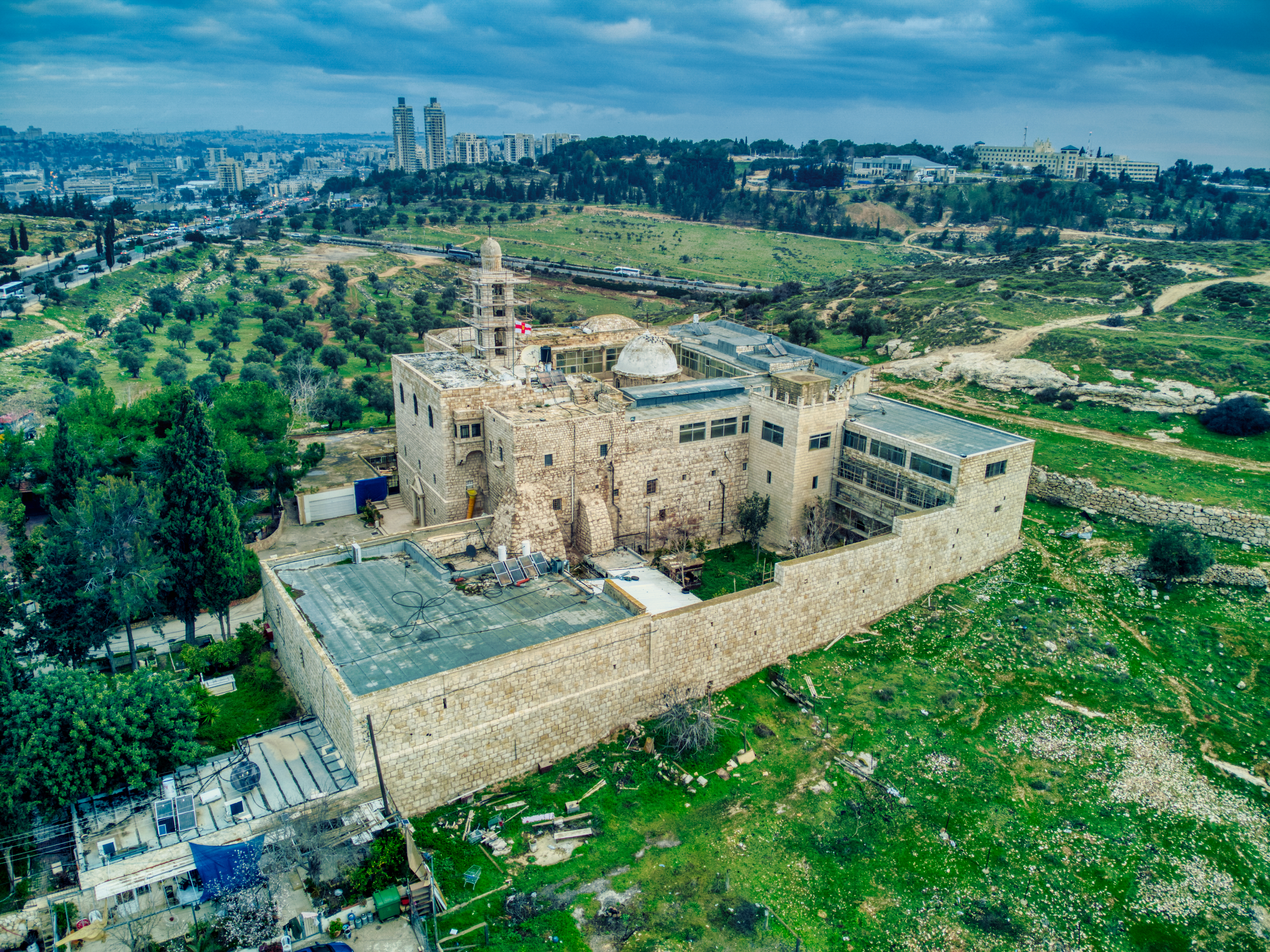
دير مار الياس

### هجوم إطلاق نار عام 1956
من التل شرقي الدير، في عام 1956، أطلق جندي أو عدة جنود أردنيين النار على مجموعة من علماء الآثار الإسرائيليين كانوا يزورون مواقع التنقيب عبر الوادي في رمات راحيل، مما أسفر عن مقتل جاكوب بينكرفيلد وثلاثة آخرين، وإصابة 16 آخرين.
خلال حرب الأيام الستة عام 1967، اجتاح الجيش الإسرائيلي بسرعة الدفاعات الأردنية حول الدير في طريقه إلى بيت لحم والخليل. بعد عام 1967، إعيد تسمية الارتفاع، المعروف باسم تل إيليا، باللغة العبرية باسم جفعات هأربعة، تلة الأربعة، تكريما للضحايا الأربعة الذين قتلوا في حادثة عام 1956.

## وصف

### مقعد هانت؛ البساتين
يواجه الدير مقعدًا حجريًا أقامته زوجة الرسام ويليام هولمان هانت (1827-1910)، الذي رسم بعض أعماله الرئيسية في هذا المكان. المقعد منقوش عليه آيات كتابية باللغات العبرية واليونانية والعربية والإنجليزية.

## صالة عرض

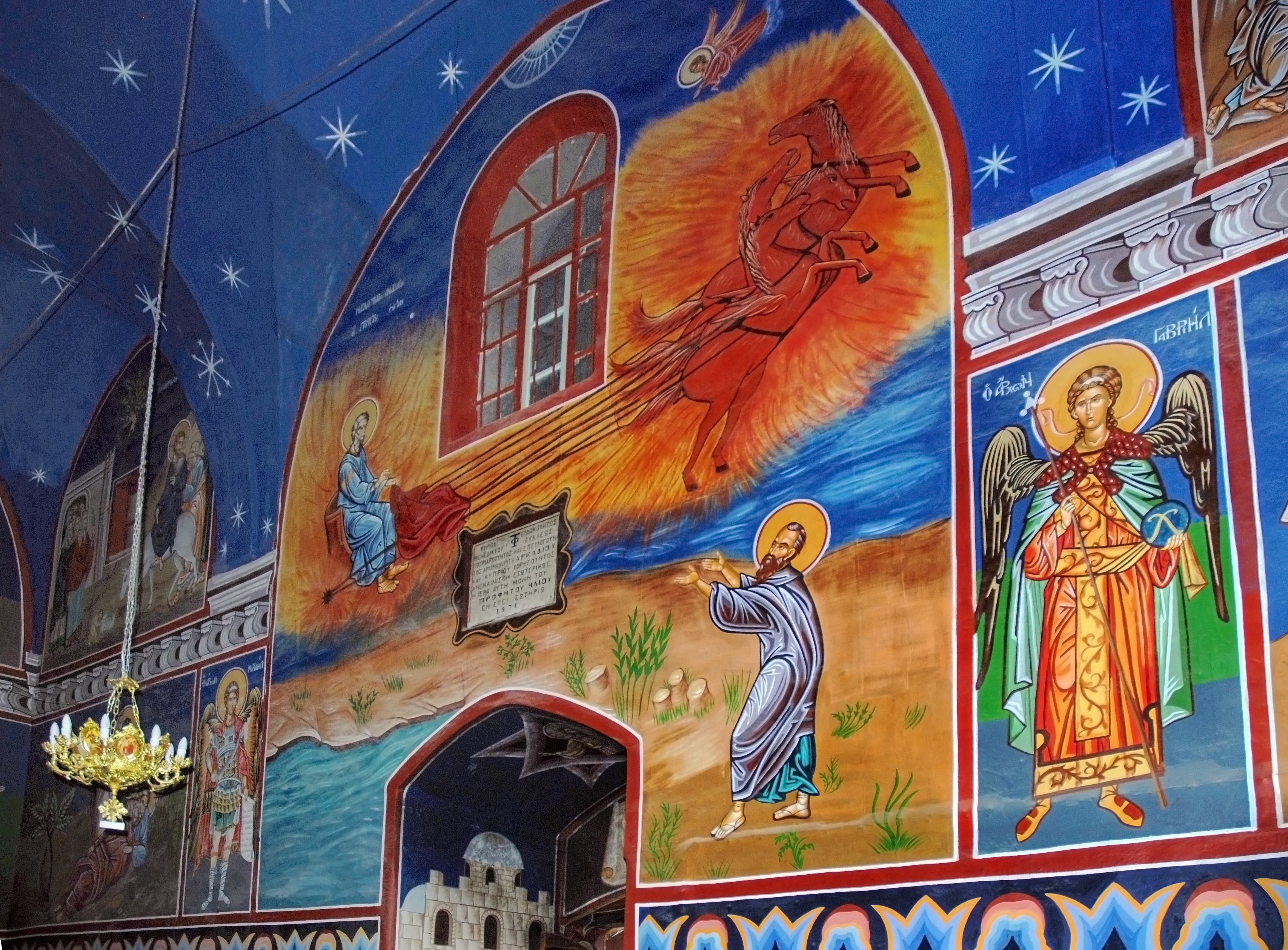
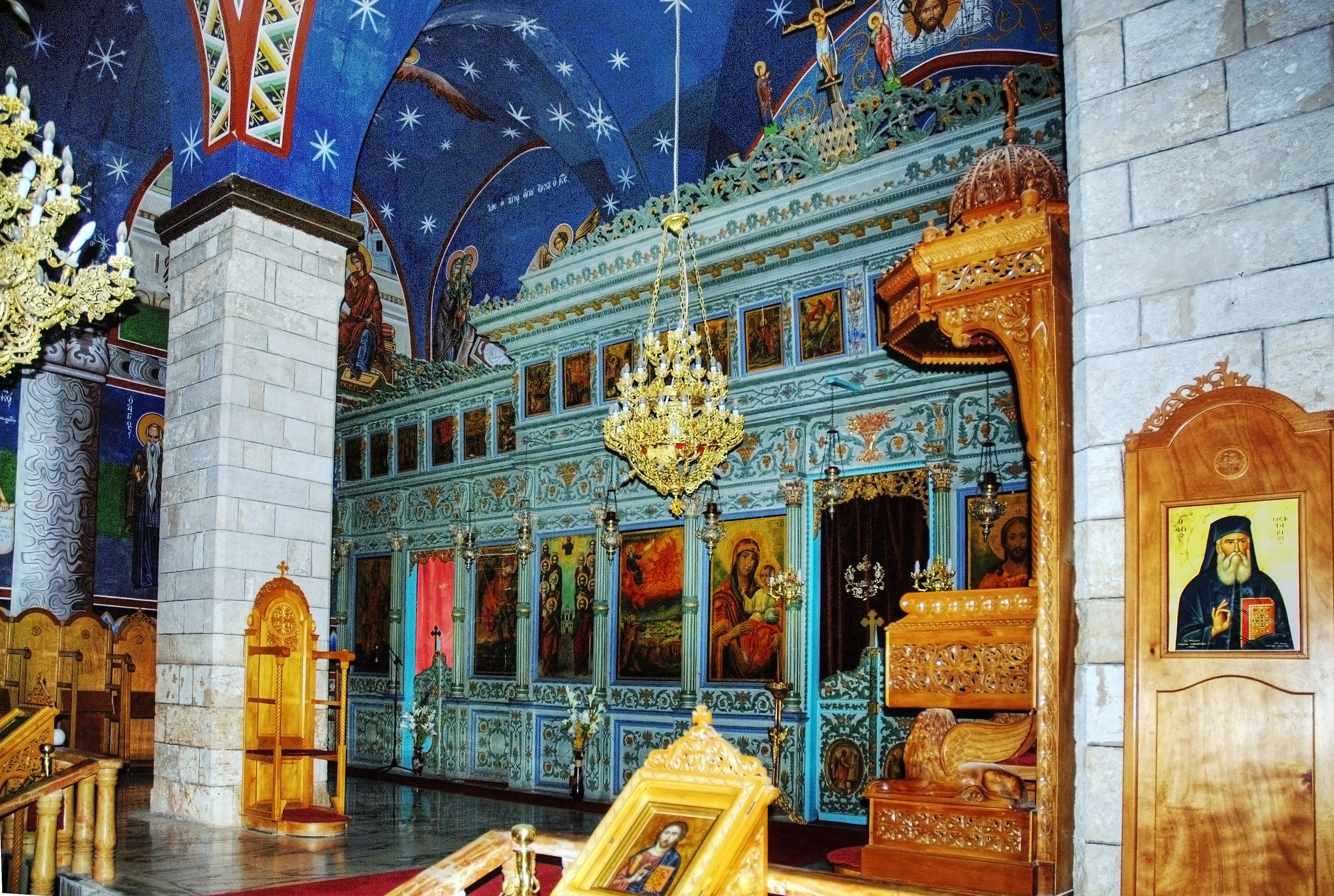
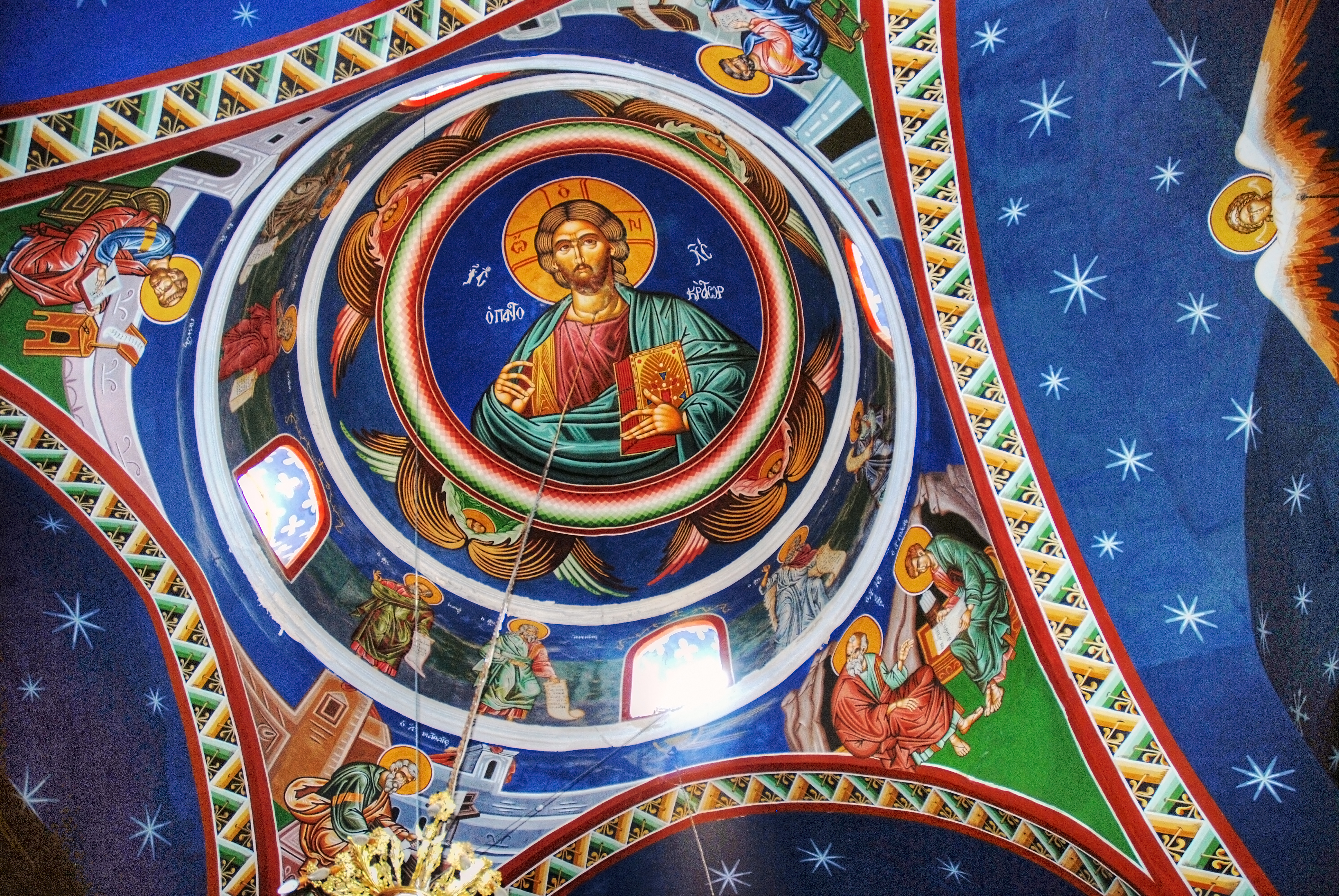
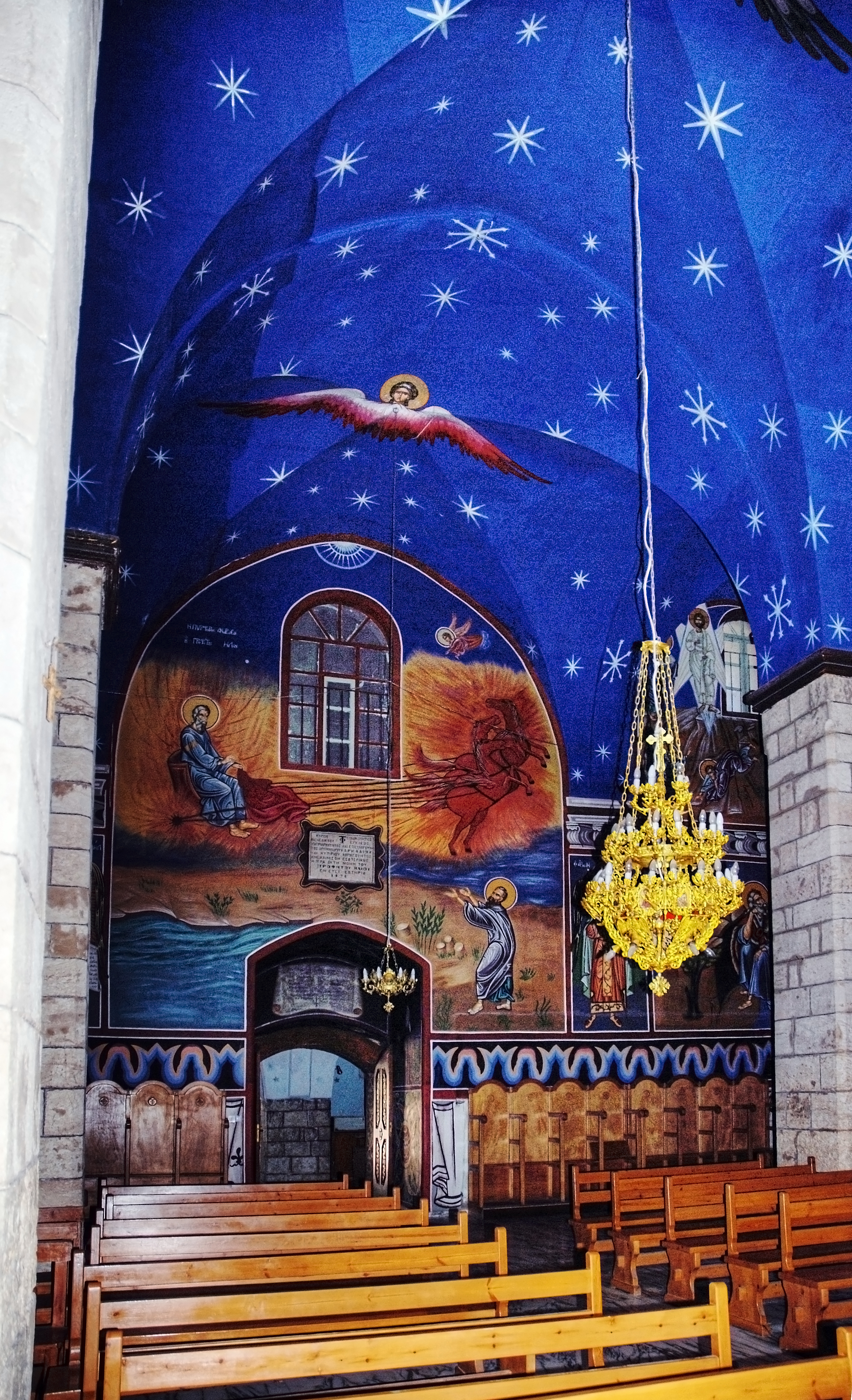
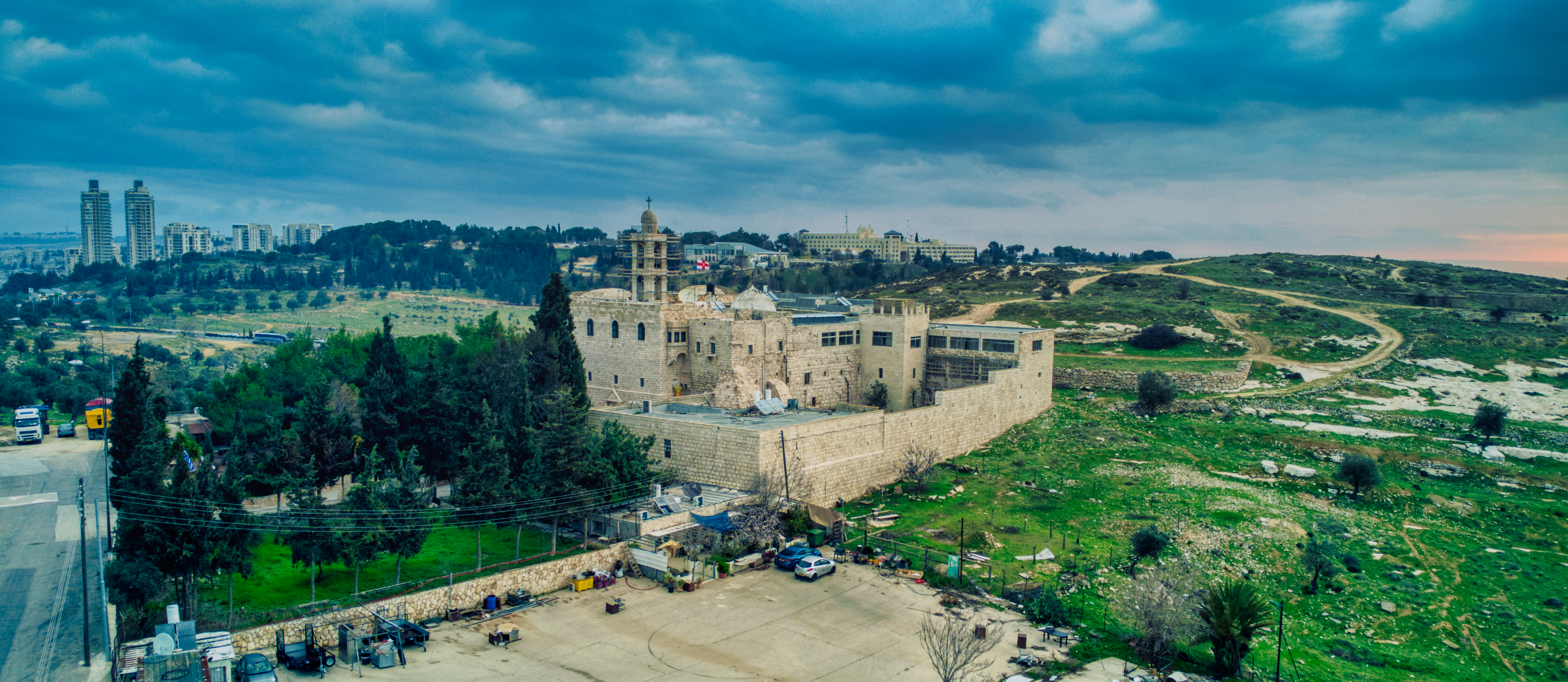
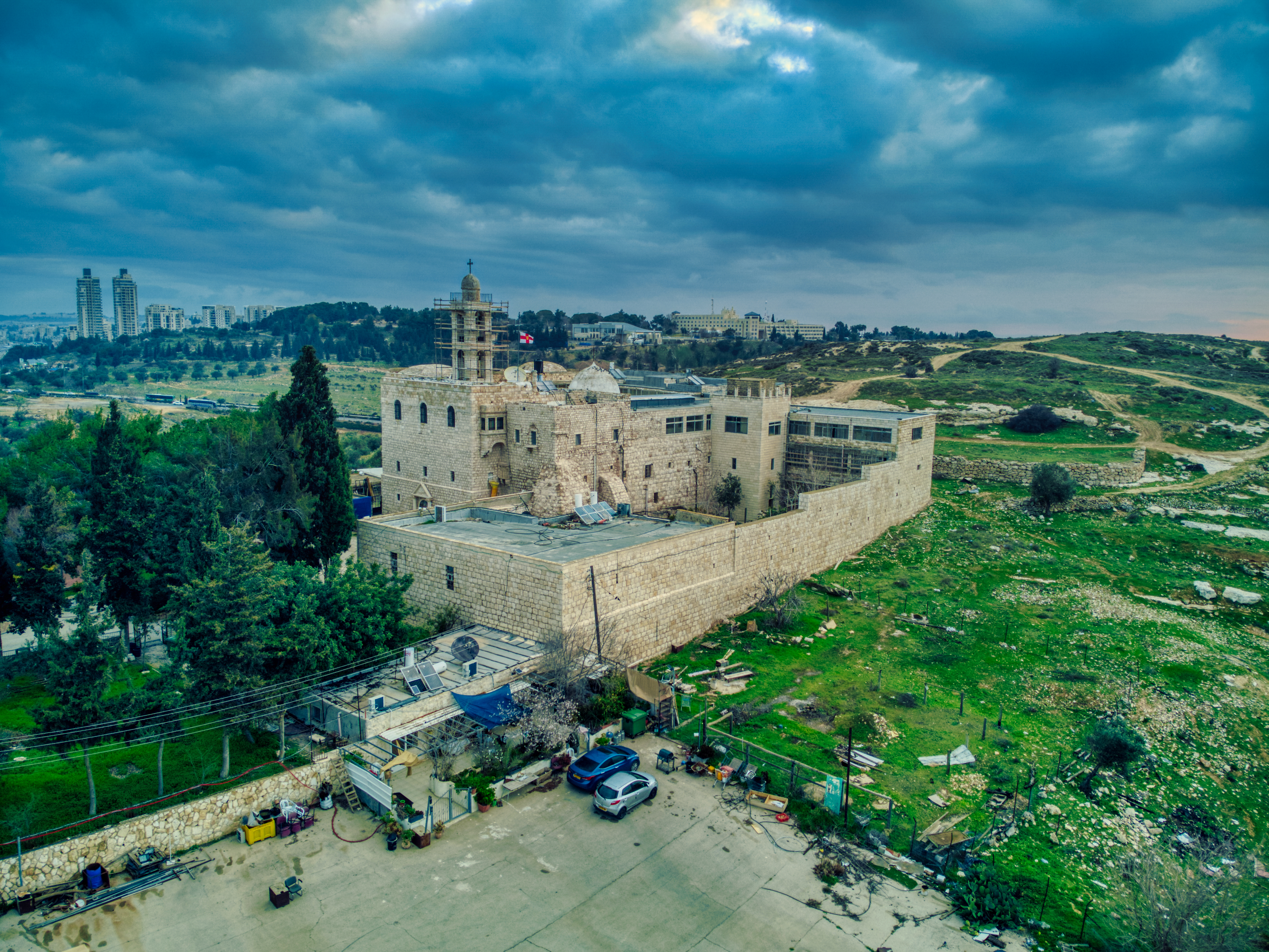
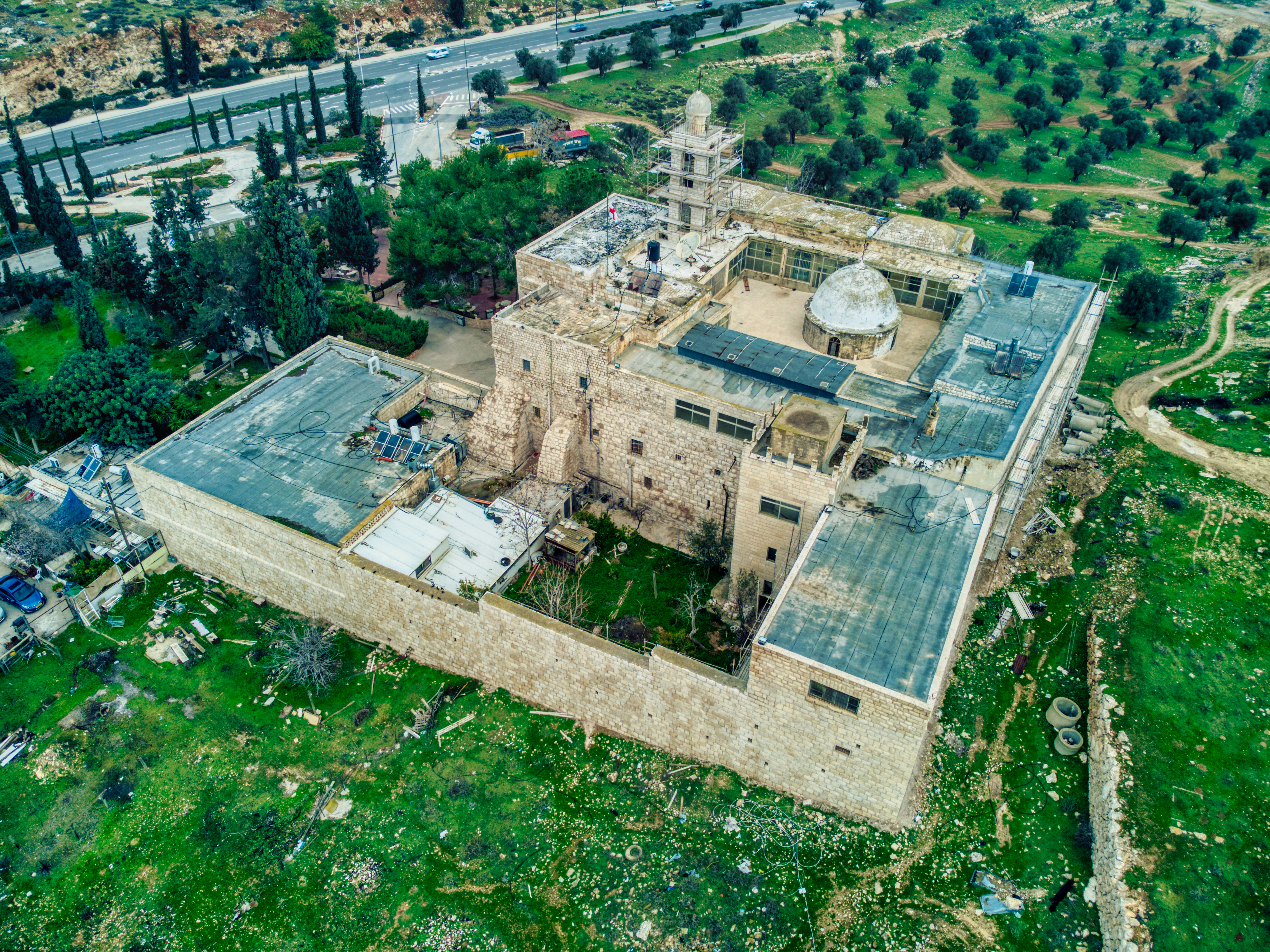
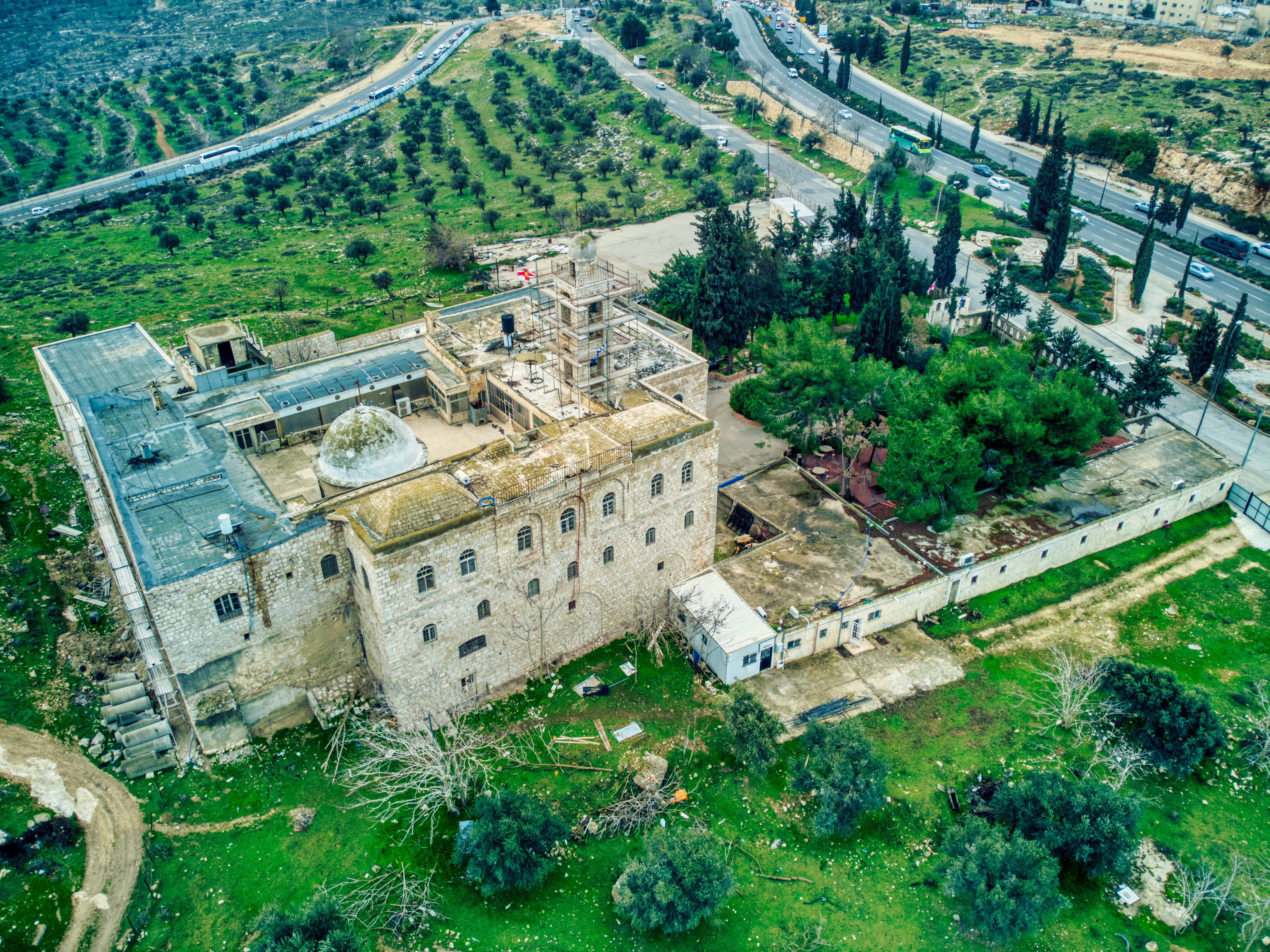
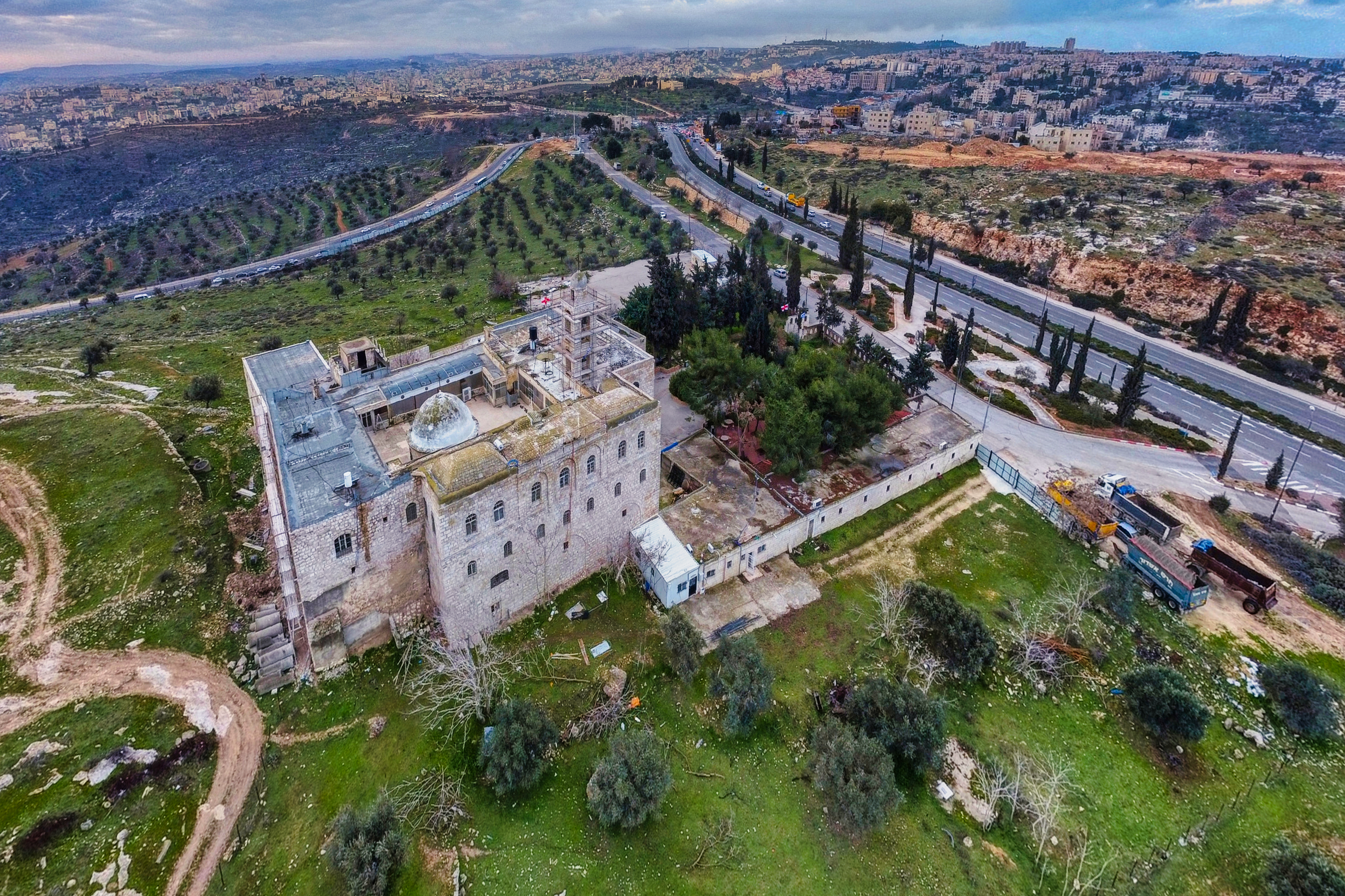
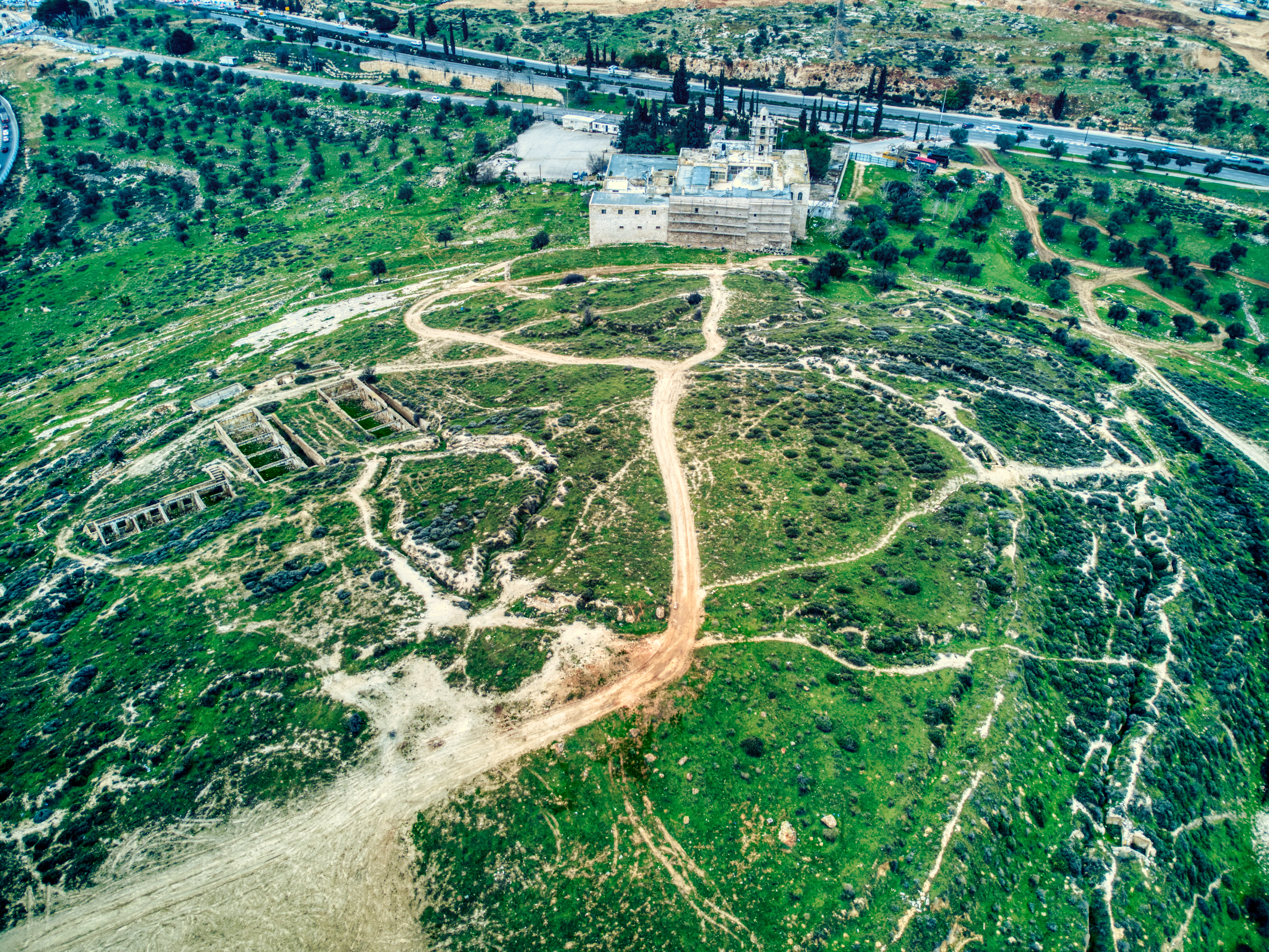
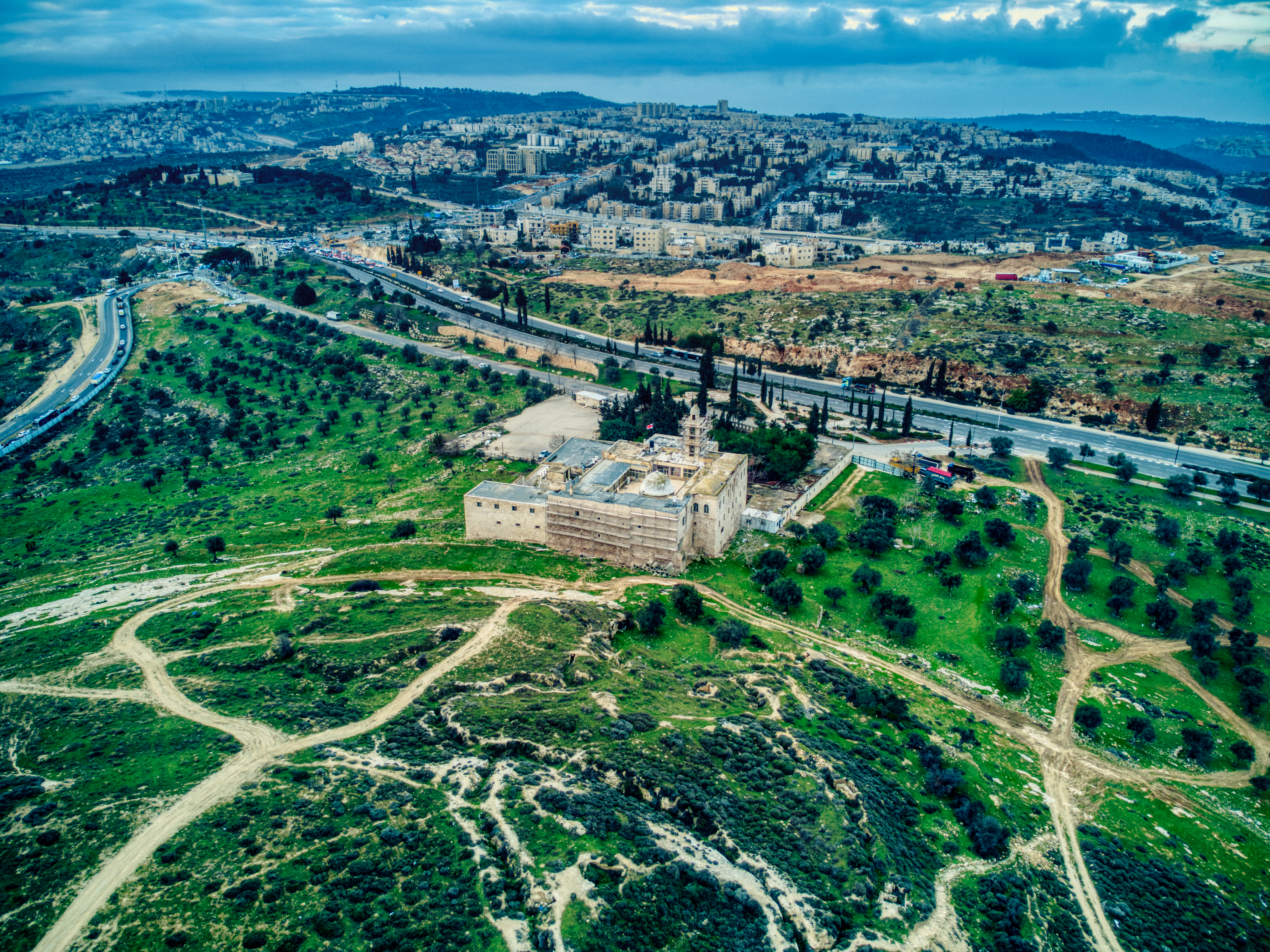

## روابط خارجية
- دير مار الياس, جولات الكتاب المقدس
- جوناثان ليبنيك، الكنيسة الأولى المخصصة بالكامل لمريم، باللغتين العبرية واليونانية الكتابية، 20 يوليو 2016 نسخة محفوظة 21 نوفمبر 2016 على موقع واي باك مشين. ؛ عن كنيسة كرسي مريم على طريق القدس بيت لحم
- مسح غرب فلسطين، الخريطة 17: IAA، ويكيميديا كومنز